# Bengt Wallberg
Bengt Simon Fredrik Wallberg, född 26 april 1931 i Lund, död 6 juni 2004 i Ramlösa (Raus församling), var en svensk målare, tecknare och grafiker.
Han var son till handelsresanden Hans Wallberg och Theresia Elfström och gift med sjuksköterskan Elsa Maria Larsson. Efter avlagd studentexamen 1950 studerade Wallberg konst för Pierre Olofsson och Lennart Rodhe vid Académie Libre i Stockholm och genom självstudier under resor till bland annat Frankrike, Italien, Nederländerna och Schweiz. Han tilldelades Ellen Trotzigs stipendium 1957. Han medverkade någon gång i Nationalmuseums utställning Unga tecknare på 1950-talet och i ett flertal grupp- och samlingsutställningar. Hans konst består av figurstudier, stilleben och landskapsskildringar utförda i olja, akvarell eller som litografier. Wallberg är representerad vid Eskilstuna konstmuseum och Gustav VI Adolfs samling.